# Дрновиці (футбольний клуб)
Перший футбольний клуб «Дрновиці» (чеськ. První fotbalový klub Drnovice) — колишній чеський футбольний клуб з однойменного села, що існував у 1932—2006 роках. Домашні матчі приймав на стадіоні «Спортовний ареал», місткістю 6 616 глядачів.

## Досягнення
- Кубок Чехії
  - Фіналіст: 1996, 1998
- Перша ліга
  - Бронзовий призер: 2000.

## Назви
- 1932—1948: Чеське спортивне товариство «Дрновиці»;
- 1948—1961: «Сокол» Дрновиці;
- 1961—1989: Фізкультурне об'єднання «Дрновиці»;
- 1989—1990: ФО Єдиного сільськогосподарського кооперативу «Дрновиці»;
- 1990: ФО «Агро Дрновиці»;
- 1990—1993 : Футбольний клуб «Гера» Дрновиці;
- 1993: Футбольний клуб «Олпран» Дрновиці;
- 1993—2000: Футбольний клуб «Петра» Дрновиці;
- 2000—2003: Футбольний клуб «Дрновиці»;
- 2003—2006 : Перший футбольний клуб «Дрновиці».